# Horst Sachs
Horst Sachs (Magdeburgo, 27 de março de 1927 – 25 de abril de 2016) foi um matemático alemão, que trabalhou principalmente com teoria dos grafos.

## Vida
Sachs obteve um doutorado em 1958 na Universidade de Halle-Wittenberg, orientado por Herbert Grötzsch, com a tese Beiträge zur Theorie gewisser isoperimetrischer Probleme. Foi desde 1963 professor da Technische Universität Ilmenau (TU Ilmenau), onde aposentou-se.
Sachs é conhecido principalmente por suas contribuições à teoria espectral de grafos. Sachs dedicou-se também com aplicações da teoria dos grafos na química e com a história da teoria dos grafos. Sachs editou em 1986 uma nova versão do livro Theorie der endlichen und unendlichen Graphen de Dénes König pela Teubner.
Dentre seus doutorandos consta Hansjoachim Walther. Em 2000 recebeu juntamente com Richard A. Brualdi a Medalha Euler.

## Obras
- com Dragos Cvetković, Michael Doob Spectra of Graphs. Theory and Applications, VEB Deutscher Verlag der Wissenschaften, Academic Press 1980, 2. Edição 1982, 3. Edição Johann Ambrosius Barth, Heidelberg 1995 (em 1984 traduzido para o russo)[5]
- Editor Graphs, hypergraphs and applications (Konferenz Eyba Oktober 1984), Teubner 1985
- Editor (pela Mathematische Gesellschaft der Deutschen Demokratischen Republik) Die Entwicklung der Mathematik in der DDR. Zum 25. Jahrestag der DDR, Deutscher Verlag der Wissenschaften, Berlim 1974
- Einführung in die Theorie der endlichen Graphen, Hanser 1971 e edição em dois volumes pela Teubner 1970, 1972
- Editor com Heinz-Jürgen Voß e Hansjoachim Walther: Beiträge zur Graphentheorie (Internat. Kolloquium Manebach Mai 1967), Teubner 1968